# Sideroxylon borbonicum
Sideroxylon borbonicum är en tvåhjärtbladig växtart som beskrevs av A.Dc. Sideroxylon borbonicum ingår i släktet Sideroxylon och familjen Sapotaceae.
Artens utbredningsområde är Réunion.

## Underarter
Arten delas in i följande underarter:
- S. b. borbonicum
- S. b. capuronii